# Hélder Rosário
Hélder Miguel do Rosário, cunoscut ca Hélder Rosário (n. 8 martie 1980, Lisabona, Portugalia), este un fotbalist aflat sub contract cu Málaga CF.